# Distrito histórico residencial de Commerce Street
El distrito histórico residencial de Commerce Street es un distrito histórico ubicado en Greenville, Alabama, Estados Unidos. El distrito consta de cuatro casas a lo largo de Commerce Street, construidas entre 1846 y 1895. Representan las últimas construcciones residenciales que queda en la calle principal del pueblo.

## Descripción
La casa Steiner-Kendrick fue construida en 1846 en estilo neogriego y cuenta con un techo a cuatro aguas con un frontón a dos aguas que cuenta con una ventana palladiana. Su interior fue remodelado con detalles de estilo Reina Ana alrededor de 1900. La Casa Henry fue construida en 1854 en un estilo neogriego menos sobrio. La fachada está dominada por cuatro columnas corintias de doble altura que sostienen el pórtico empotrado. Una veranda en el segundo piso se extiende a lo largo de la parte delantera de la casa. La Casa Martin fue construida en 1895, incorporando una cabaña más antigua que se había construido en 1853. La casa de estilo italianizante tiene un techo a dos aguas con mansardas y un porche a cuatro aguas. Las cornisas, los hastiales y el porche cuentan con una intrincada carpintería Stick-Eastlake. La Casa Perry, también construida en 1895, tiene influencias italianas y victorianas. Tiene un belvedere central cuadrado junto a un tramo final saliente a dos aguas con un ventanal semicircular en la planta baja.
El distrito fue incluido en el Registro Nacional de Lugares Históricos en 1986.

## Galería

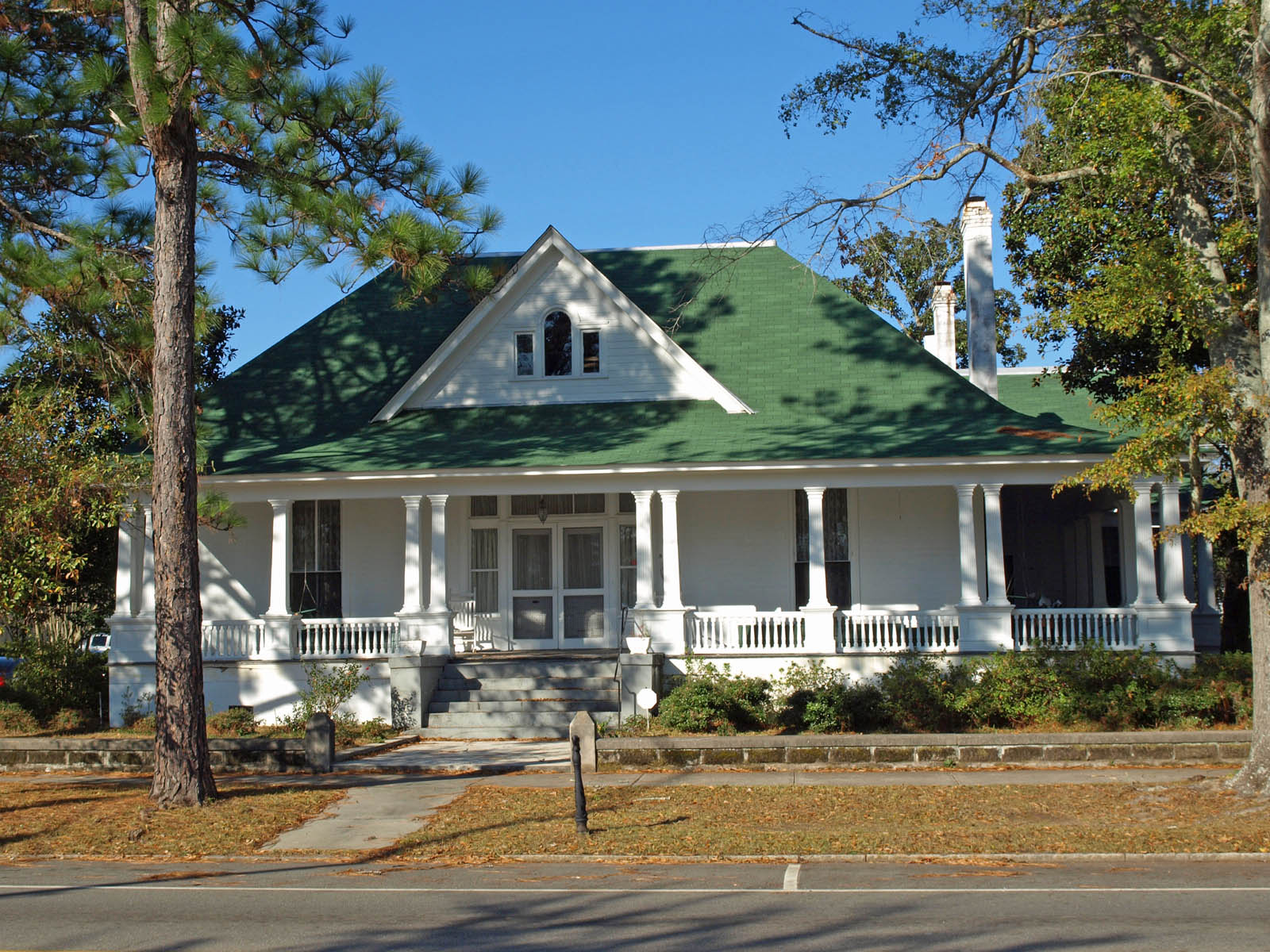
Casa Steiner-Kendrick, construida en 1846
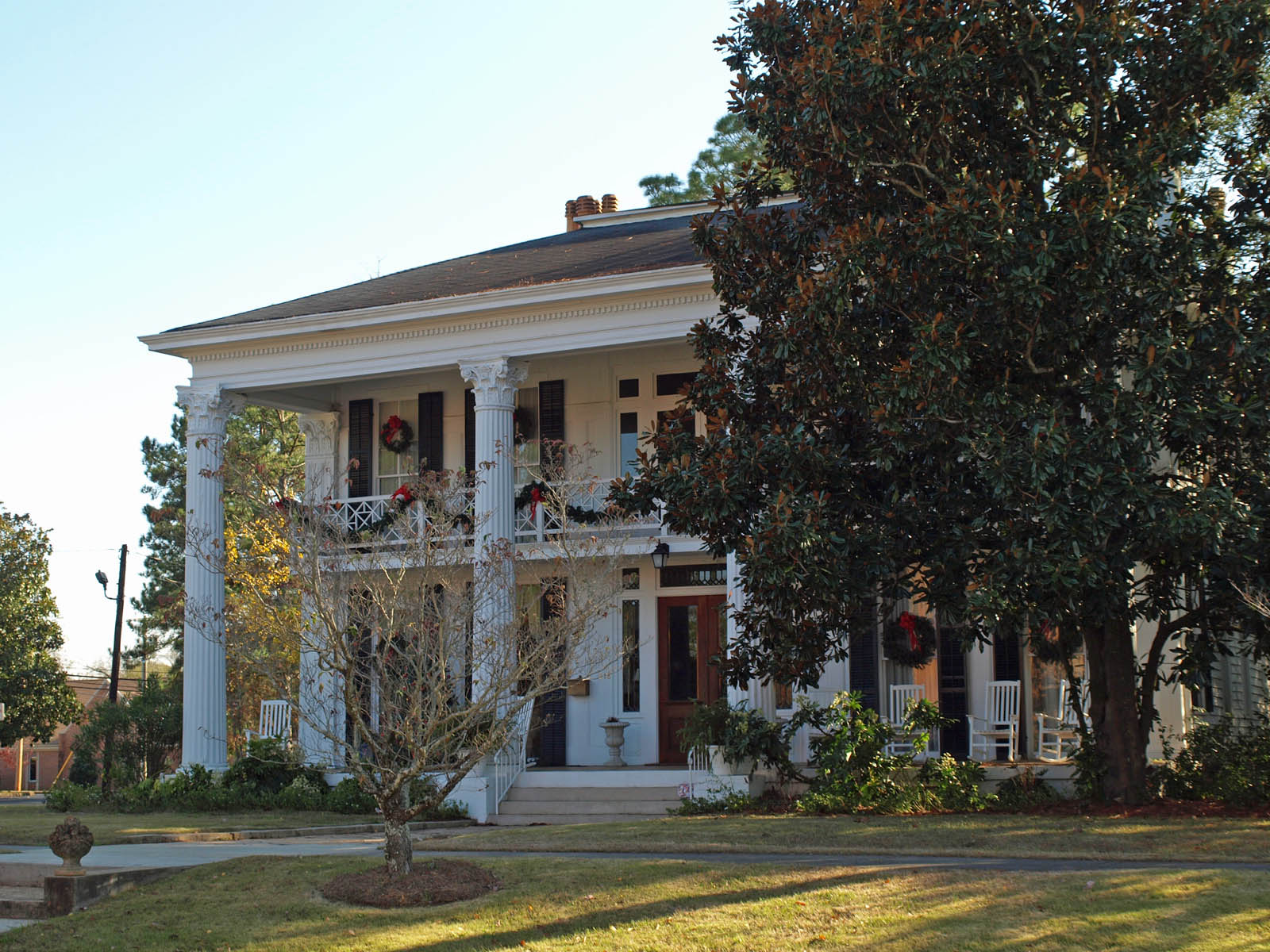
Casa Henry, construida en 1857
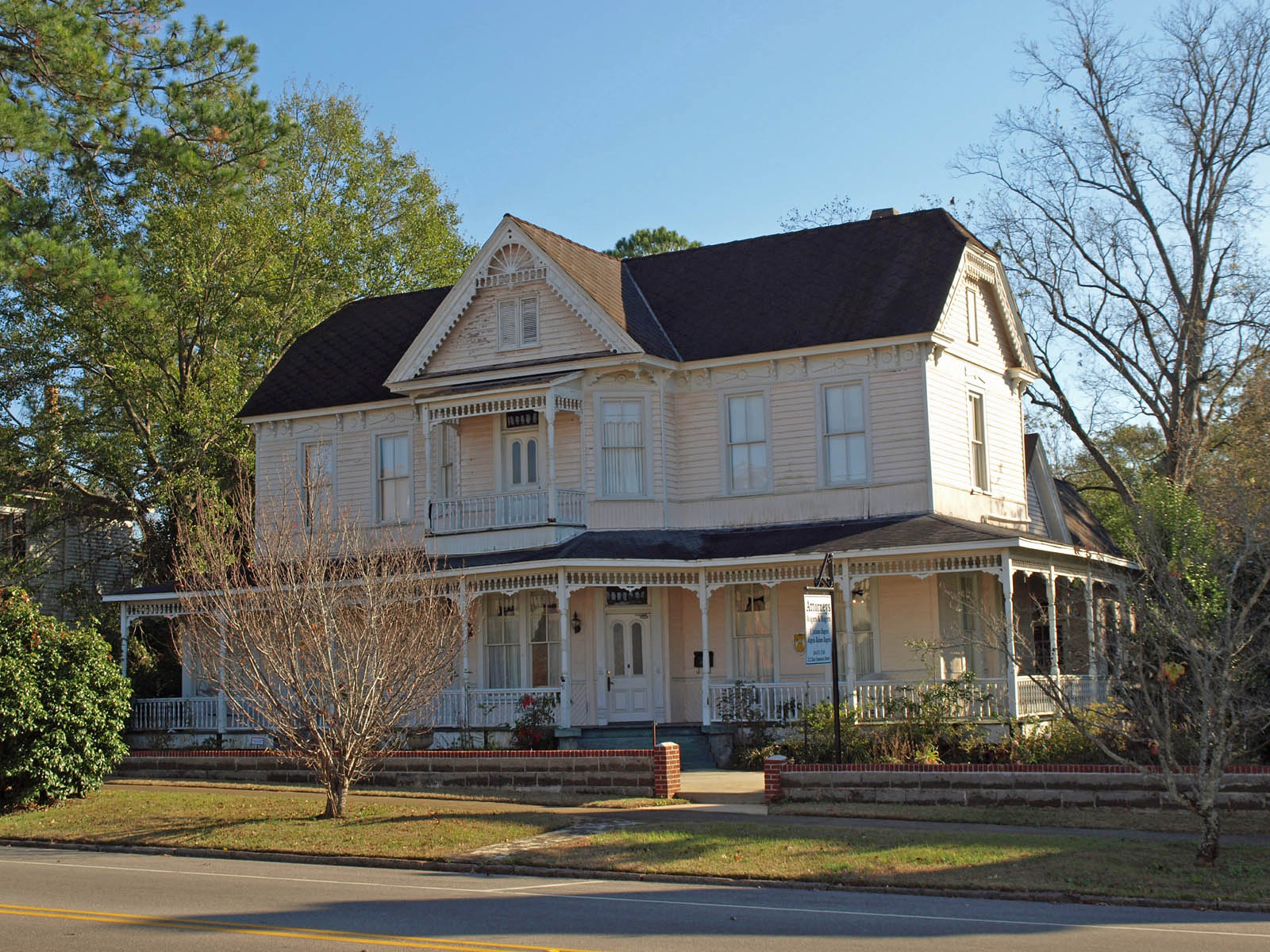
Casa Martin, construida en 1895
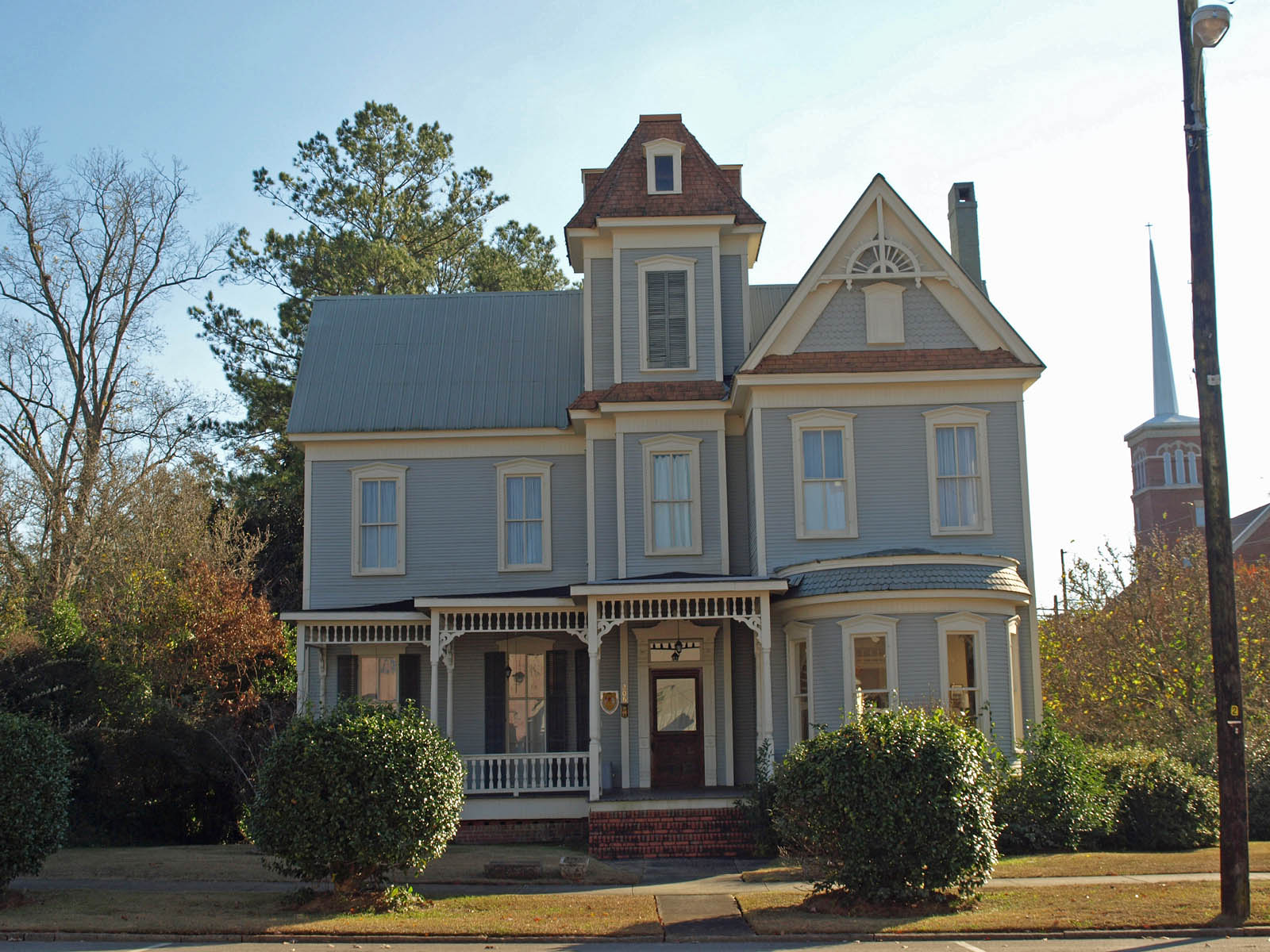
Casa Perry, construida en 1895